# 2742 Гибсон
2742 Гибсон (2742 Gibson) је астероид главног астероидног појаса са средњом удаљеношћу од Сунца која износи 2,911 астрономских јединица (АЈ).
Апсолутна магнитуда астероида је 12,1.